# Mavesyn Ridware
Mavesyn Ridware est un village et une paroisse civile du Staffordshire, en Angleterre.